# Haus Bissendorf
Das Haus Bissendorf ist ein ehemaliger befestigter Adelssitz nördlich der Kirche von Bissendorf im Landkreis Osnabrück in Niedersachsen.

## Geschichte
Das Haus Bissendorf wird seit der Mitte des 13. Jahrhunderts als Lehen des Bistums Osnabrück genannt und war der Stammsitz der seit 1182 in den Quellen erscheinenden Herren von Bissendorf. Mit dem Tod von Johann von Bissendorf um 1570 wurde der Grundbesitz aufgespalten. Ein Teil ging an Friedrich von Bar zu Rothenburg, der andere Teil mit dem Herrenhaus wurde unter den Töchtern Johanns aufgeteilt. In der Folge besaßen am Ende des 16. und zu Beginn des 17. Jahrhunderts die Familien von Knehem, von Bar, von Westrup und von Langen Teile des Besitzes. Die verwickelte Besitzgeschichte endete schließlich Anfang der 1970er Jahre, als das Herrenhaus durch die Gemeinde Bissendorf angekauft wurde.

## Baugeschichte
Die Baugeschichte der Anlage wurde weitgehend durch zwischen 2011 und 2013 nördlich des heutigen Herrenhauses durchgeführte Ausgrabungen geklärt.
Ein erstes, nur aus archäologischen Untersuchungen bekanntes steinernes Haus wurde im 10./11. Jahrhundert errichtet und ist zu Beginn des 12. Jahrhunderts. durch einen Brand zerstört worden. Aus den folgenden Jahrhunderten sind nur Pfostengebäude bekannt, bis im Spätmittelalter der Kernbau des heutigen Herrenhauses errichtet wurde. Für 1484 ist die Existenz einer Gräfte gesichert. Vorher hat es offenbar keine Befestigungsanlagen gegeben. Zu Beginn des 17. Jahrhunderts wurde ein Herrenhaus der Herren von Werpup errichtet, wenig später kam ein steinernes Wirtschaftsgebäude hinzu. 1617 bekam das Herrenhaus seine heutige Gestalt. Anfang der 1970er wurden das Werpupsche Herrenhaus und das Wirtschaftsgebäude abgerissen.

## Beschreibung
Bei den Ausgrabungen wurde als frühestes repräsentatives Gebäude ein Bau mit Steinfundamenten und vermutlichem Fachwerkaufbau von 17 m Länge und 6,60 m Breite erfasst. Ergraben wurden auch drei Pfostenbauten des 11. bis 13./14. Jahrhunderts, die ebenfalls repräsentativen Charakter besessen haben dürften. Das jetzige Herrenhaus ist das Ergebnis von Um- und Ausbauarbeiten des 17./18. Jahrhundert. Das Gebäude setzte sich ursprünglich aus drei Steinwerken zusammen, von denen das mittlere mit einer Grundfläche von 8 × 10 m das älteste ist.
Das Werpupsche Herrnhaus maß 13,5 × mind. 9,0 m, das Wirtschaftsgebäude 16,5 × 13,5 m.
Auf Karten der ersten Hälfte des 19. Jahrhunderts ist im Norden und Osten noch ein breiter Wassergraben eingezeichnet, von dem heute keine Spur mehr vorhanden ist.